# آلفونسو لوو کوردرو
آلفونسو لوو کوردرو (انگلیسی: Alfonso Lovo Cordero; زاده ۱۱ ژوئن ۱۹۲۷ – درگذشته ۱۰ مهٔ ۲۰۱۸) سیاستمدار اهل نیکاراگوئه بود.
آلفونسو لوو کوردرو در ۱۰ مه ۲۰۱۸، در سن ۹۰ سالگی درگذشت.